# John Symes
John Symes, OBE (* 11. Januar 1879 in Crediton; † 23. September 1944 in Sandford) war ein britischer Cricketspieler.

## Erfolge
John Symes nahm als Mitglied der Devon & Somerset County Wanderers (D&SCW) an einer Club-Tour nach Frankreich im Rahmen der Weltausstellung 1900 in Paris teil. Dort spielte er mit der Mannschaft unter anderem gegen ein Team, das hauptsächlich aus Exil-Briten bestand, die durch die Union des sociétés françaises de sports athlétiques ausgewählt wurden. Der D&SCW wurde dabei als England bezeichnet, der Gegner als Frankreich. Dieses wurde im Jahr 1912 nachträglich als Bestandteil der Olympischen Spiele 1900 klassifiziert. Mit 158 Runs setzte sich sein Team, zu dem außer Symes noch Charles Beachcroft, Arthur Birkett, Alfred Bowerman, George Buckley, Francis Burchell, Frederick Christian, Harry Corner, Frederick Cuming, William Donne, Alfred Powlesland und Montagu Toller gehörten, gegen seine Kontrahenten durch und wurde damit in der Folge als Olympiasieger bezeichnet. Symes selbst, der in beiden Innings am Schlag zum Einsatz kam, erzielte dabei 16 Runs.
Im Ersten Weltkrieg diente Symes im 6. Bataillon des Devonshire Regiments im Rang eines Captains. Im Juni 1919 erhielt er für seine Verdienste das Offizierskreuz des Order of the British Empire.